# Weißwangenkauz
Der Weißwangenkauz (Ninox albifacies, Syn.: Sceloglaux albifacies), auch als Lachkauz bezeichnet, ist eine ausgestorbene Eulenart, die in zwei Unterarten auf der Insel Neuseeland vorkam. Bei den Māori hieß er Whēkau. Andere Namen waren Hakoke oder Felseneule.

## Beschreibung und Lebensweise
Bei Ankunft der europäischen Siedler in Neuseeland während der ersten Hälfte des 19. Jahrhunderts war der Weißwangenkauz noch recht häufig. Bälge wurden nach England gebracht, wo sie 1844 vom britischen Ornithologen George Robert Gray erstmals als Athene albifacies beschrieben wurden. 1848 wurde der Kauz vom Darmstädter Zoologen Johann Jakob Kaup in die neue Gattung Sceloglaux klassifiziert. Ab 1880 waren die Weißwangenkäuze auch in menschlicher Obhut zu sehen, z. B. in England, in Amsterdam, wo ein Tier ein Jahr überlebte, und in Neuseeland beim bekannten neuseeländischen Ornithologen Sir Walter Buller.

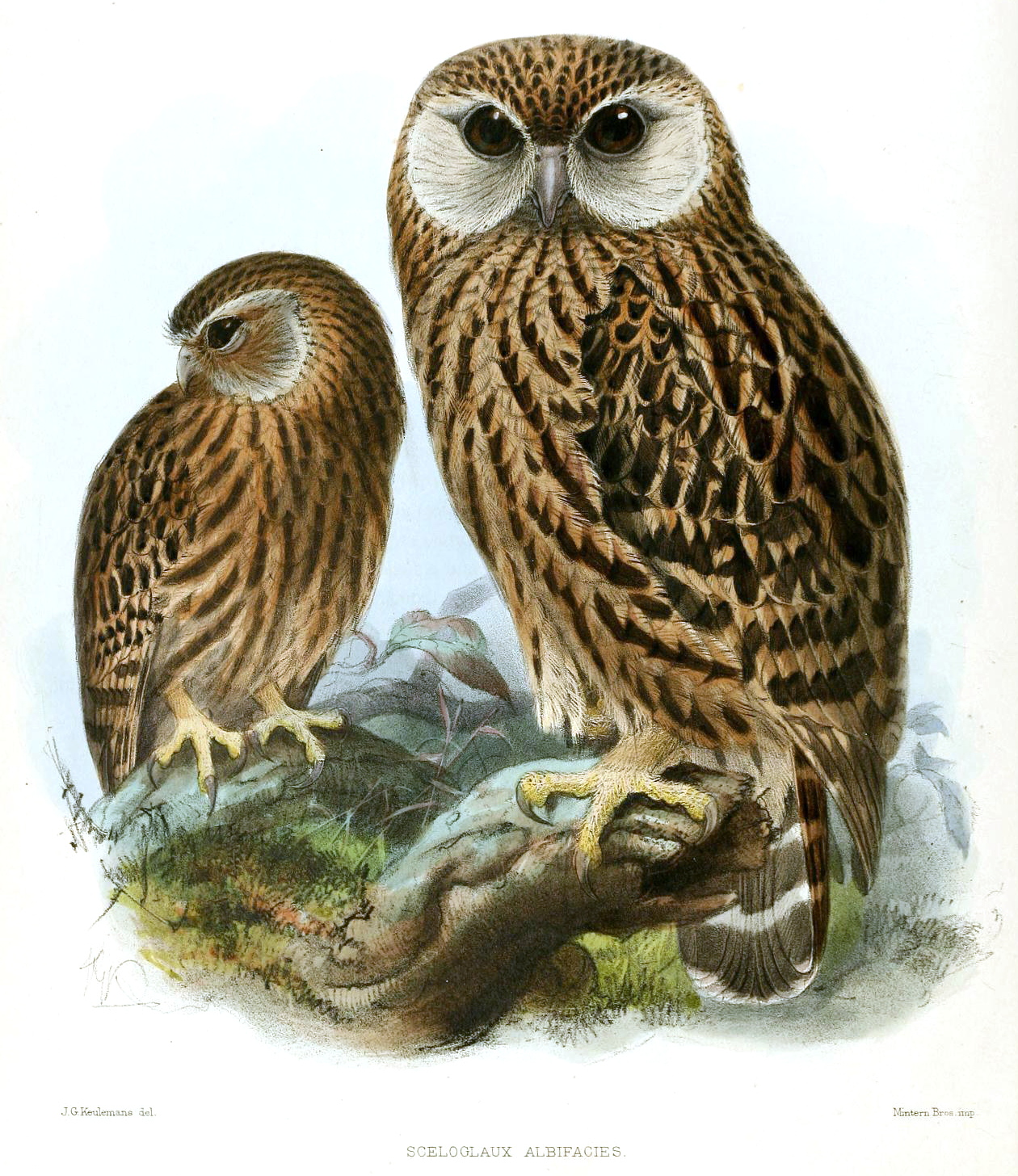
Weißwangenkauz (Ninox albifacies)
Illustration John Gerrard Keulemans, aus Ornithological Miscellany.
Band I, 1875

Der Weißwangenkauz erreichte eine Länge von 35 bis 40 cm und eine Flügellänge von 26,4 cm. Das Gewicht betrug ca. 600 g. Sein Gefieder war gelbbraun und an der Ober- und Unterseite dunkelbraun gestreift. Schulter, Flügel und Schwanz waren schmutzig-weiß gebändert. Der Schnabel war schwarz mit einer hellen Spitze. Der Gesichtsschleier war weiß. Die Augen waren gelbbraun. Die Füße waren gelb bis rotbraun befiedert.
Den Namen „Lachkauz“ erhielt die Vogelart von ihrem Ruf, der sich angeblich wie eine Mischung aus dem glu glu glu eines Truthahns und menschlichem Gelächter anhörte.
Der Weißwangenkauz war Bodenbrüter, was ihm vor allem durch die in Neuseeland eingeführten Wiesel zum Verhängnis wurde. Das Nest, dessen Gelege meist aus zwei weißen Eiern bestand, befand sich in Höhlungen, auf dem blanken Boden oder im getrockneten Gras. Die Brutzeit betrug 25 Tage. Männchen und Weibchen teilten sich das Brutgeschäft.
Die Käuze jagten ihre Beute offenbar zu Fuß auf dem Boden. Ihre Nahrung bestand aus Käfern, Eidechsen, kleinen Vögeln, Ratten und Mäusen.

## Verbreitung und Aussterben

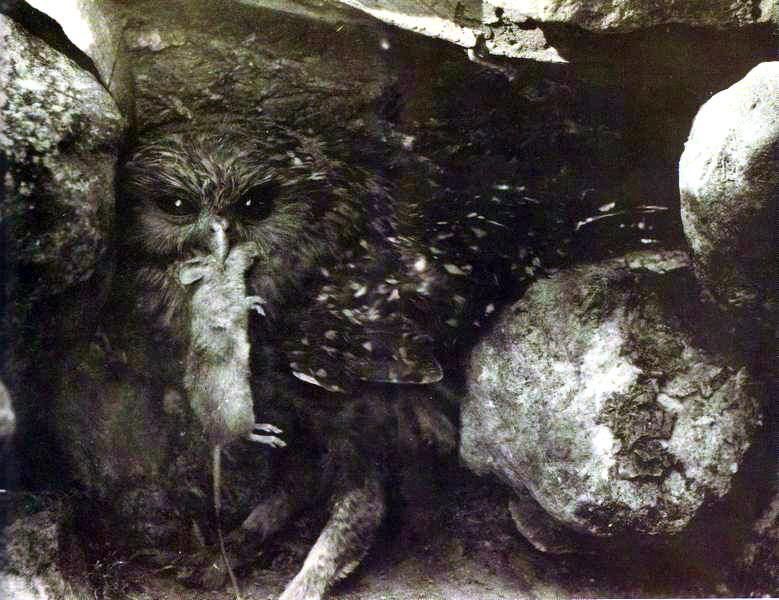
Letztes bekanntes Foto des Weißwangenkauzes von ca. 1910

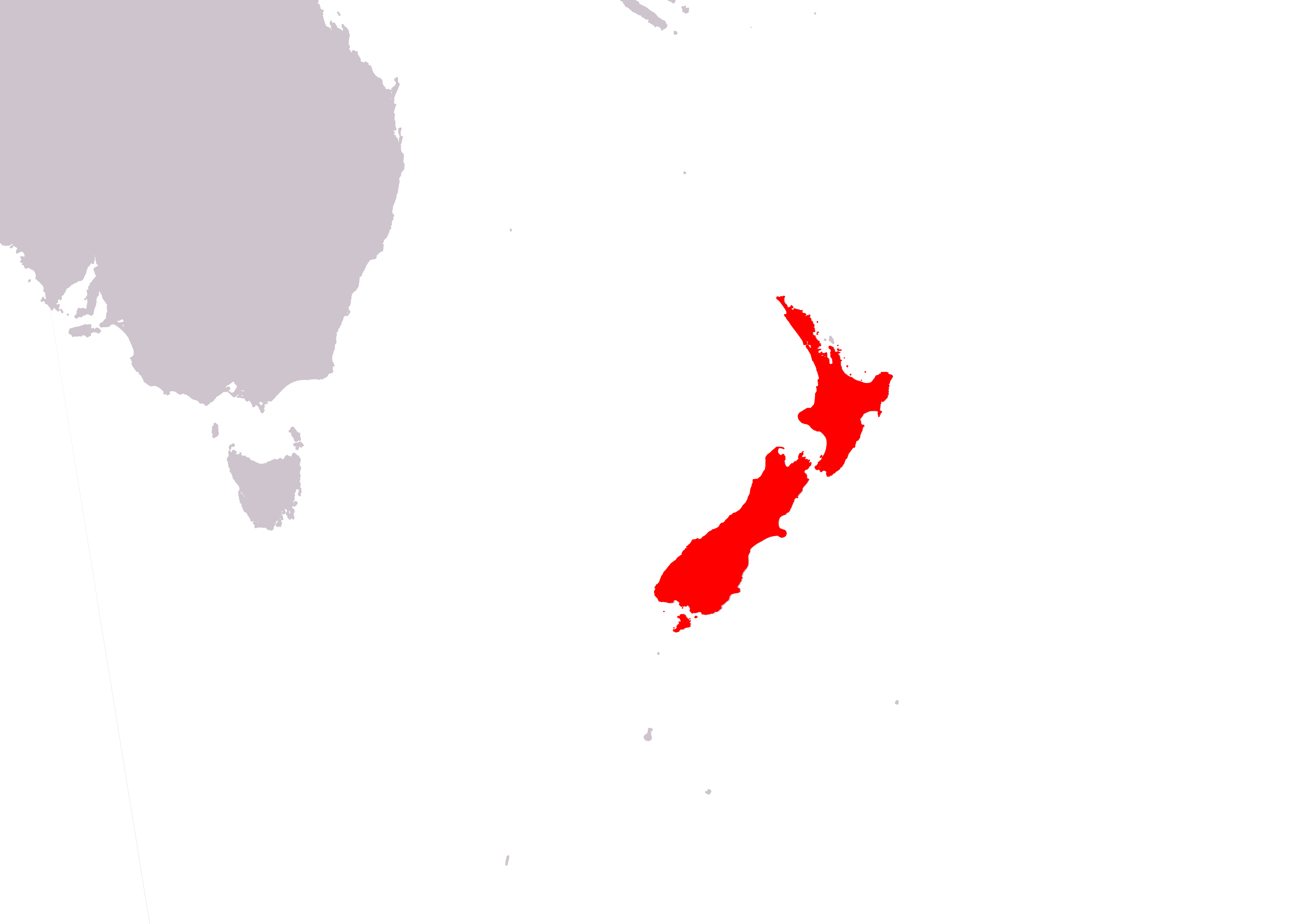
Verbreitung des Weißwangenkauzes:
Population erloschen

Zwei Unterarten des Weißwangenkauzes waren bekannt. Der Rotwangenkauz oder Nördliche Weißwangenkauz (Sceloglaux albifacies rufifacies) war auf der Nordinsel Neuseelands in bewaldeten Gebieten am Mount Taranaki, einem Vulkan in der Nähe der Stadt New Plymouth, und in der Region Wairarapa beheimatet und starb gegen 1890 aufgrund der Einführung von Tierarten wie Katzen, Wiesel und Ratten sowie durch Lebensraumzerstörung aus.
Der Südliche Weißwangenkauz (Sceloglaux albifacies albifacies) oder Lachkauz lebte in den alpinen Regionen der Südinsel, insbesondere in Nelson, Canterbury und Otago. Weitere Exemplare wurden 1880 auf der Insel Stewart Island entdeckt. Der letzte dokumentierte Report stammt aus dem Juli 1914, als an den Blue Cliffs in der Canterbury Region ein totes Exemplar gefunden wurde.
Unbestätigte Sichtungen gab es bis in die 1940er Jahre und um 1960 wurden Eierfragmente in der Nähe von Canterbury gefunden.